# 삼천리 (전자지도)
삼천리(三千里, Samchonri)는 조선민주주의인민공화국의 전자지도이다. 해당 지도는 조선민주주의인민공화국은 물론이고, 대한민국의 행정구역, 명승지, 하천까지 포함하고 있다. 평양정보센터가 2001년에 제작한 해당 프로그램의의 용량은 총 196 MB이다. 총 1000여개의 파일로 구성되어 있다.

## 실행 및 기능
처음 아이콘 실행시, 소개화면과 함께 김일성이 지은 사향가(思鄕歌)가 흘러 나온다. 사용자는 프로그램 안에서 기본적으로 지도 확대, 축소 기능을 이용할 수 있다. 이 외에도 '행정구역', '관광지', '온천·약수', '하천·호수·갑문', '섬·반도·만'과 같은 총 7가지의 지리 정보를 유형별로 검색할 수 있다.